# Holanda Esporte Clube
Holanda Esporte Clube é um clube brasileiro de futebol fundado em 1984, porém profissionalizado e refundado no ano de 2007. Está sediado no município de Rio Preto da Eva, no estado do Amazonas. Foi o segundo clube de um município do interior amazonense a ser campeão estadual do Barezão.

## História
A origem do Holanda dá-se por causa de um clube amador do município de Manaus, chamado de Curumim, que utilizava as cores amarelo e azul. Disputava unicamente ligas amadoras do bairro do Aleixo. Com a ideia de retorno da segunda divisão estadual, em 2007, o clube foi refundado com o nome de Holanda Esporte Clube, estabelecendo sua sede no município de Rio Preto da Eva, onde pôde, de fato, tornar-se representante no futebol profissional local. Iniciou suas atividades em âmbito profissional em outubro de 2007, tendo como Presidente Paulo Radin.
Tornou-se o 5º clube profissional do interior, sendo também o primeiro clube do interior a ser campeão do Barezão como estreante. Também é um dos únicos a conquistar o título na primeira participação em toda a história, feito esse que compartilha ao lado do extinto Manaos Athletic.
Em 2008, ano de seu único título da série A do Campeonato Amazonense, o clube estreou também em competições nacionais, disputando a Série C do Brasileirão, também de 2008, além de disputar a Copa do Brasil, participando no ano de 2009.

### Nome
A Seleção Holandesa, que ficou conhecida como "Laranja Mecânica" na década de 1970, foi a inspiração para que o clube recebesse o nome, as cores e a própria alcunha no ano de sua refundação. Teve também como motivação a expressiva produção de laranja do município de Rio Preto da Eva, que é o maior produtor amazonense da fruta. Além da cor, o clube também adota a fruta laranja como seu mascote.
Torcida
Quando instalado na sua sede atual, a cidade de Rio Preto da Eva, o clube foi atendido com torcida de boa parte da população local, onde bons públicos costumavam ser registrados sempre que jogava em sua casa, o Estádio Francisco Garcia, mais popularmente conhecido como "Chicão".

## Histórico em competições

### Primeira competição oficial
O Holanda disputou a Série B do Amazonense de 2007 com outras 6 equipes. Conquistou o 1º turno e fez a final com o Nacional-B, vencedor do 2º turno. Com 2 empates (1x1 em Manaus e 0x0 em Rio Preto da Eva) sagrou-se campeão e conquistou o acesso à primeira divisão do ano seguinte, juntamente com o CEPE-Iranduba, 3º colocado (como estava jogando com a equipe B, o Nacional, 2º colocado, não poderia subir de divisão).
Estréia no futebol profissional
Fez sua primeira partida oficial no dia 21 de outubro de 2007 contra o Penarol, pela Série B do Amazonense daquele ano no Estádio Floro de Mendonça em Itacoatiara. Venceu por 1x0 com gol de André Tavares, que desta forma marca o primeiro gol da história do futebol profissional do Holanda.

### Estreia gloriosa na primeira divisão
Em 2008, já na elite do Futebol Amazonense, conquistou o Torneio Início, evento realizado em apenas 1 dia e promovido pela Associação de Cronistas e Locutores Esportivos do Amazonas - ACLEA.
No campeonato amazonense da Série A, sagrou-se campeão do segundo turno, erguendo a Taça Cidade de Manaus. Disputou as partidas finais com o campeão do primeiro turno, o Fast, que há 37 anos não vencia o estadual e jogava por dois resultados iguais.
O Fast era franco favorito ao título, no primeiro jogo (disputado no dia 30 de abril), o Holanda empatou sem gols com o Fast.
Na partida decisiva (no dia 3 de maio), o Holanda surpreendeu e sagrou-se campeão do estadual ao vencer o Fast Clube por 1 a 0, no Vivaldão, em Manaus. O único gol da partida saiu aos dez minutos de jogo, marcado por Deurick.

### Série C 2008 e Copa do Brasil 2009
O título estadual conquistado pelo Holanda lhe deu o direito de participar da Série C de 2008 e da Copa do Brasil de 2009. Na Série C, terminou em 27º lugar entre 63 clubes, tendo disputado a competição até a segunda fase, perdendo o direito de disputar a Série C de 2009(que classificava do 5º ao 20º lugar) por um ponto, que perdeu no jogo que terminou empatado contra o Luverdense.
Em sua primeira participação na Copa do Brasil em 2009, perde de virada em casa para o Coritiba por 2 a 1 no Vivaldão em Manaus, mas consegue o direito de fazer o 2º jogo em Curitiba. No segundo jogo, no Couto Pereira o Holanda foi superado pelo Coxa por 3 a 0 e é eliminado na primeira fase.

### 2009-2010
Rebaixamento à Série B amazonense
O sucesso do Holanda no Campeonato Amazonense em 2008 não se repetiu em 2009. Abalado pelos fracassos na Série C de 2008 e na Copa do Brasil de 2009, e sem poder atuar no município de Rio Preto da Eva por conta de reformas no Estádio Francisco Garcia, o Holanda fez uma péssima campanha, sendo rebaixado à Série B do amazonense de 2010. Ficou na 9º colocação entre 10 times, com 9 pontos ganhos. Em 2010 os laranjas não tiveram condições de disputar a Segunda Divisão estadual, pedindo licença das atividades.

### Retorno
O Holanda retornou em 2011, para disputar novamente a divisão de acesso do Campeonato Amazonense, fazendo uma campanha modesta. Após o licenciamento do América, e a punição do Grêmio Coariense o clube conquistou automáticamente o acesso à primeira divisão.
2012
Em 2012 o clube voltou a primeira divisão. O Holanda lutou pela classificação às semifinais nos dois turnos, porém, nas duas oportunidades acabou ficando de fora das finais, sendo que apenas se garantiu na competição do ano de 2013.
2013-14
Em 2013 e em 2014 o time repetiu a campanha de 2012 e apenas fez uma campanha para se manter na Série A, mas acabou rebaixado em 2014, com um 9º lugar e uma campanha bastante irregular.
2015
Com a ausência de competições de acesso à divisão principal em 2015, inscreveu-se na Copa Amazonas em 2015, competição que dava ao campeão a segunda vaga do Amazonas na Copa Verde do ano seguinte. Acabou ficando na terceira posição e não conseguiu a vaga. No final do ano anunciou que ficaria sem disputar competições profissionais no ano seguinte.

### Série B de 2017
No final de 2016 anunciou, junto a outros três clubes, a participação na Série B do ano seguinte. Em busca do acesso à divisão principal, o clube anunciou também o técnico Carlos Prata e a comissão técnica ainda em 2016, porém, um semana após a apresentação, o técnico foi demitido e o auxiliar Sidney Bento foi promovido para ser o comandante da equipe na busca pelo acesso. Depois de uma disputa ponto a ponto com o Penarol o clube foi homologado campeão da segunda divisão e garantiu seu acesso através da renúncia do clube itacoatiarense ao título como forma de homenagear Leão Brauna, dirigente dos Laranjas que faleceu naqueles dias.

## Retrospecto
O Holanda profissionalizou-se em 2007.
- Campeonato Brasileiro de Futebol - Série C - 27º lugar em 2008
- Copa do Brasil de Futebol - 59º lugar em 2009

## Títulos
| ESTADUAIS | ESTADUAIS                          | ESTADUAIS | ESTADUAIS   |
|           | Competição                         | Títulos   | Temporadas  |
| --------- | ---------------------------------- | --------- | ----------- |
|           | Campeonato Amazonense              | 1         | 2008        |
|           | Taça Cidade de Manaus              | 1         | 2008        |
|           | Campeonato Amazonense - 2ª divisão | 2         | 2007 e 2017 |
|           | Torneio Início                     | 1         | 2008        |
|           | Taça FAF                           | 1         | 2007        |

### Destaque
- Vice-Campeão - Copa Norte de Futebol - Sub 20: 2013

## Participações em competições nacionais
- Campeonato Brasileiro Série C: 2008
- Copa do Brasil: 2009